# 박물관섬

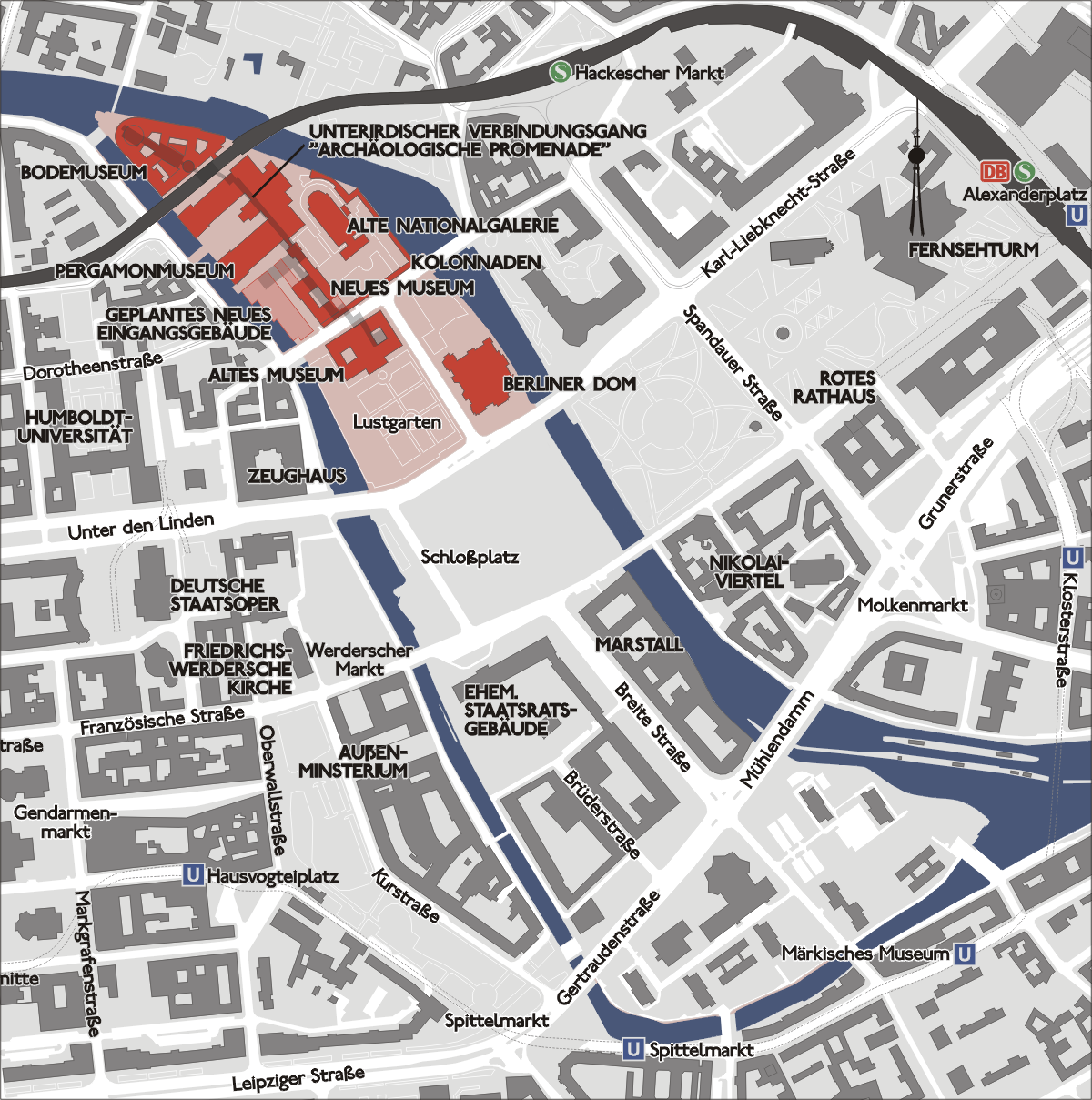
지도 상에 표시한 박물관섬(빨간 부분)

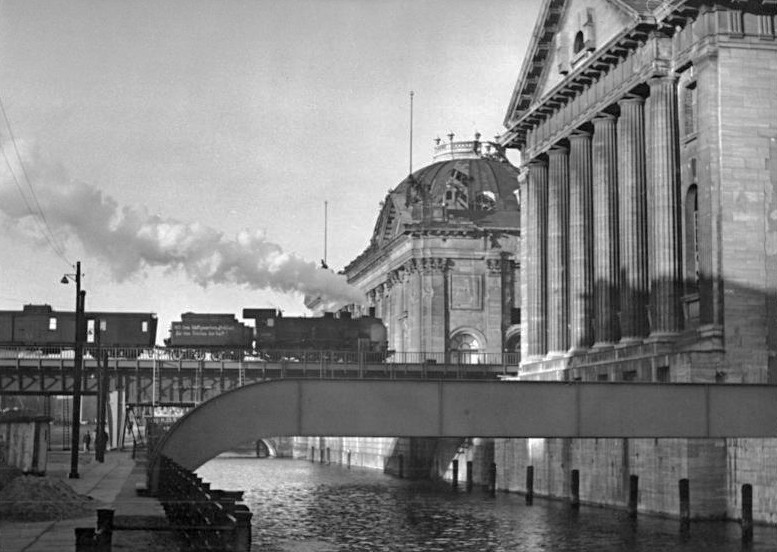
박물관섬의 페르가몬 박물관과 보데 박물관 (1951년 촬영)

박물관섬(독일어: Museumsinsel 무제움스인젤[*])은 독일의 수도인 베를린의 중심을 흐르는, 슈프레강에 위치한 섬의 북쪽을 말한다. 섬의 남쪽은 어부의 섬(Fischerinsel 피셔인젤[*])이라 부른다.
이 섬에 '박물관섬'이라는 이름이 붙여진 것은 섬의 북쪽에 세계적으로 이름난 박물관들이 자리를 잡고 있기 때문이다. 본래 주거지역이었던 곳이 이처럼 바뀐 것은 프로이센 왕국의 프레드리히 빌헬름 4세가 "예술과 과학"에 유독 많은 신경을 썼기 때문이었다. 많은 박물관들이 대를 거치며 프로이센 왕국의 왕들에 의해 건설되었으며 왕가의 소장품들이 1918년 이후에 프로이센 문화유산 재단(Stiftung Preußischer Kulturbesitz)에 위탁되면서 대중에게 공개되기 시작하였다.
냉전 당시 베를린이 동서로 나뉘면서 프로이센 왕가의 소장품들 역시 나뉘었으나 독일의 재통일 이후 제2차 세계대전 당시 소비에트 연방들에 의해 수탈되었던 것들을 제외하고는 다시 한 곳으로 모일 수 있었다. (소비에트 연방이 가져간 것 중에는 1873년 하인리히 슐리만에 의해 발굴되어 터키로부터 밀수출된 프리아모스의 보물(다른 명칭: 트로이아의 황금)이라 불리는 것도 포함되어 있었다.)
현재, 제2차 세계 대전 당시 무너지거나 훼손된 박물관들에 대한 재건 작업이 한창이며, 이에 따라 소장품들의 박물관 간 이동도 활발한 상황이다. 대표적으로 베를린 신 박물관(노이에스 박물관)의 경우 소비에트 연방군의 베를린 공방전 당시 폭격으로 무너져 그동안 전시품들을 베를린 구 박물관(알테스 박물관)에서 전시하고 있었으나 2009년 10월 16일 전후 시작되었던 재건이 완료됨에 따라 네페르티티 왕비의 흉상 등이 다시 신 박물관에서 전시되고 있다.
1999년에 박물관섬은 유네스코에 의해 세계유산에 등록되었다.

## 박물관섬의 박물관들
박물관섬에서 가장 오래된 박물관은 구 박물관(Altes Museum)이다. 1830년에 카를 프레드리히 싱켈의 감독 하에 건축되었다. 1859년에는 신 박물관(Neues Museum)이 싱켈의 제자였던 프레드리히 아우구스트 스튈러에 의해 완공됐다.
구 국립미술관(Alte Nationalgalerie)은 1876년에 프레드리히 아우구스트 스튈러의 설계로, 은행가였던 요아킴 H. W. 바게너가 기증한 19세기 예술작품을 수용하기 위해 이어졌다. 1904년에는 현재 보데 박물관(Bode Museum)의 전신인 카이저 프레드리히 박물관이 완공되었다. 보데 박물관은 많은 조각작품들과 고대 및 비잔틴 시대의 예술품들을 전시하고 있다.
마지막으로 1930년에 완공된 페르가몬 박물관(Pergamonmuseum)을 들 수 있다. 페르가몬 박물관은 제우스의 대제단이나 바빌론에서 출토된 이슈타르 문과 같은 다수의 거대하고 역사적이며, 기념비적인 건축물들이 재건되어 전시되고 있다.
- 알트 네스 몽굴리아티스체스 박물관(Altes Museum, 구 박물관): 그리스와 로마 예술을 중심으로 한 건축 및 조각 작품 등을 전시하는 박물관으로, 고대 예술과 문화에 대한 풍부한 컬렉션을 갖추고 있다.
- 네우에스 뮤지엄(Neues Museum, 새 박물관): 고대 이집트 문화와 예술에 중점을 둔 박물관으로, 후아니타, 니프티스, 라메시스 등의 고대 이집트 미이라와 관련된 유물들을 전시하고 있다.
- 페르가모나이젠 미술관(Pergamonmuseum): 주로 아시아, 중동, 그리스, 로마의 예술과 유물을 전시하는 박물관으로, 페르가몬 제단, 이슈타르 게이트 등 세계적으로 유명한 유물들이 소장되어 있다.

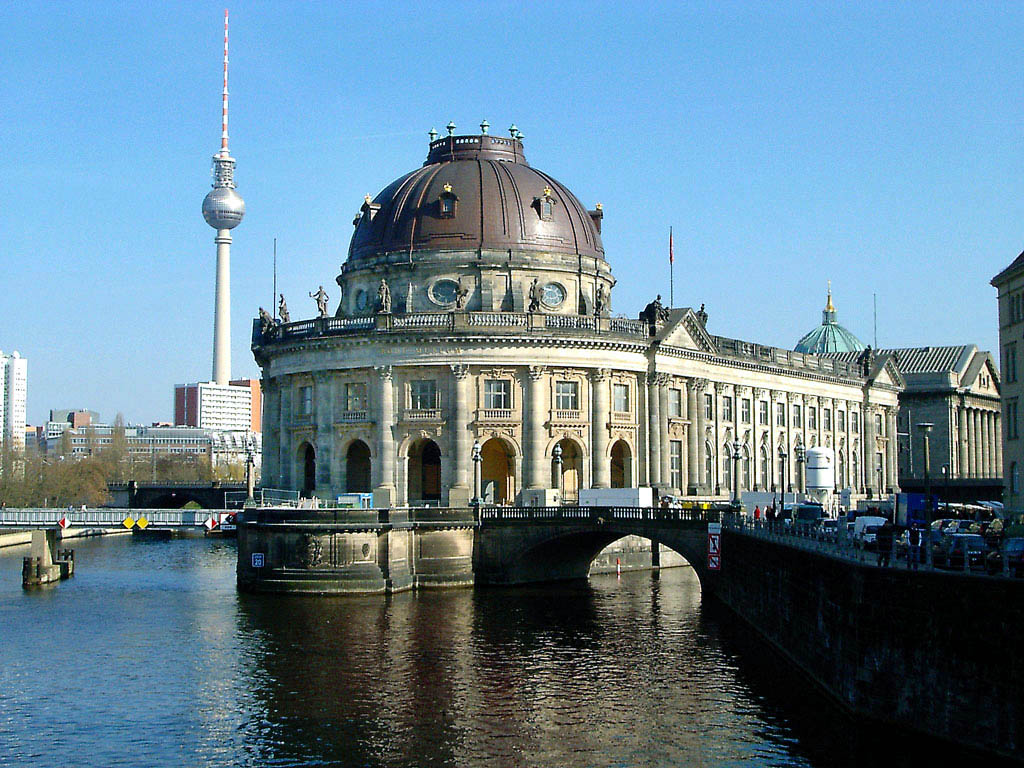
박물관섬의 북쪽 끝에 위치한 보데 박물관
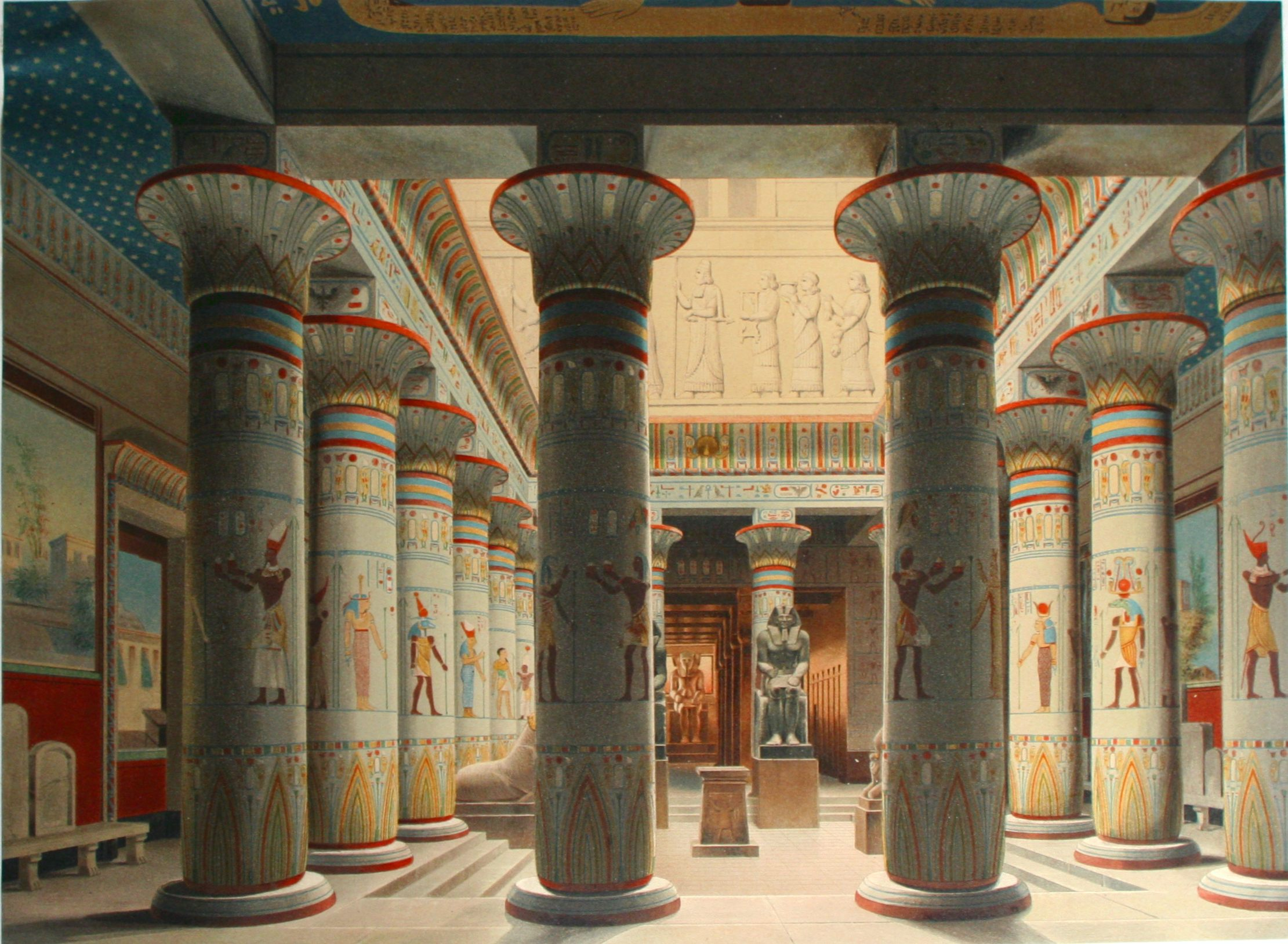
신 박물관 내 전시된 이집트 주택의 안뜰
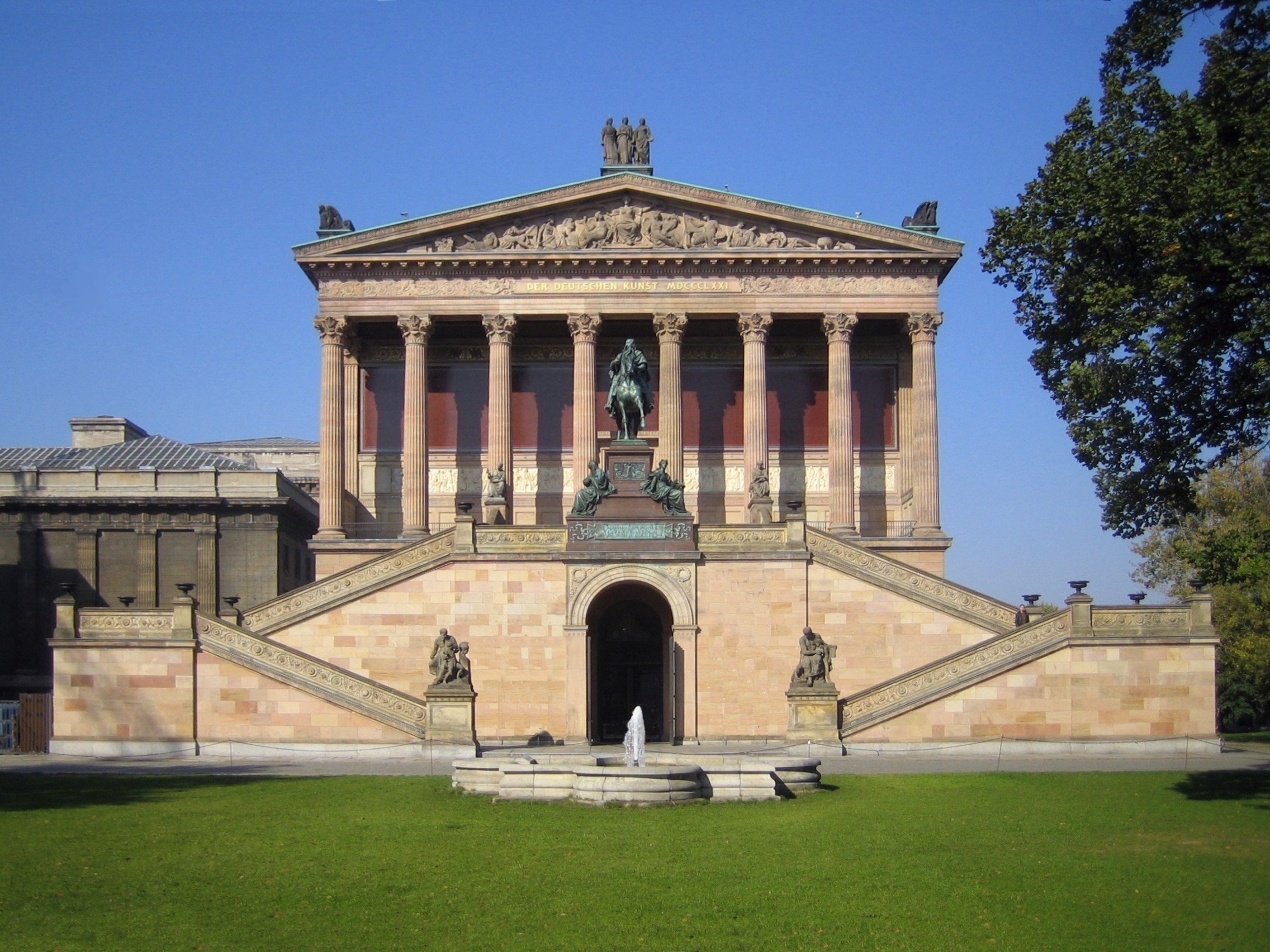
구 국립미술관의 전경
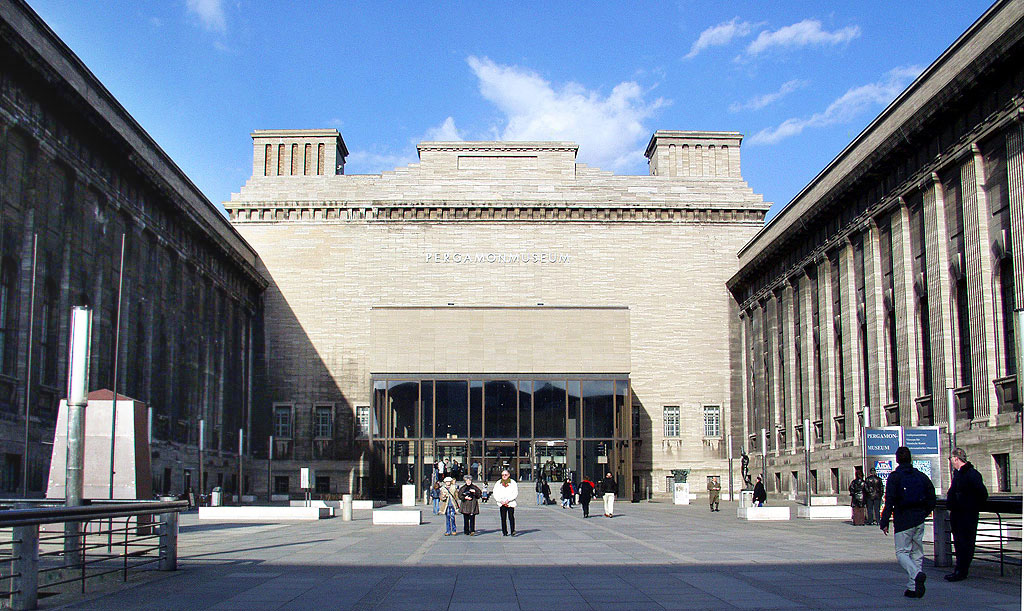
페르가몬 박물관의 전경
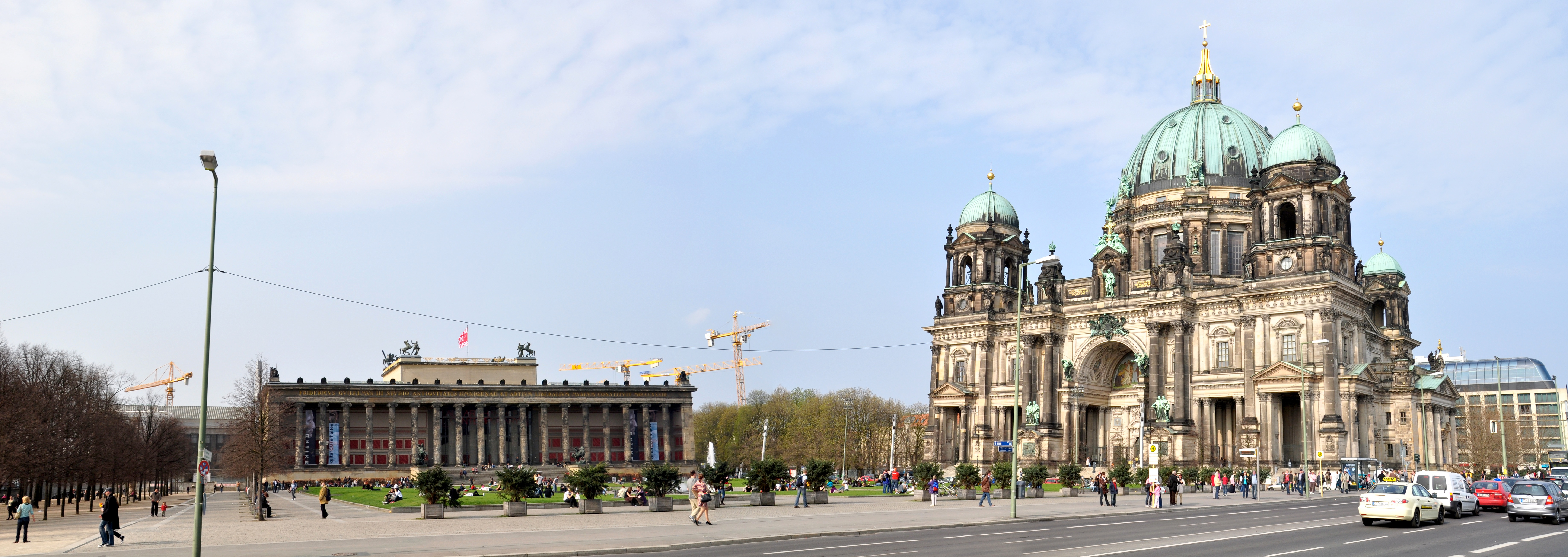
박물관섬에 위치한 구 박물관, 루스트 정원, 베를린 돔

## 같이 보기
- 페르가몬 박물관